# راشد الشروقي
راشد الشروقي (12 أكتوبر 1984) لاعب كرة قدم بحريني يلعب حاليا لصالح نادي الدرجة الأولى الحالة البحريني في مركز المهاجم من 2004.